# Polynemus aquilonaris
Polynemus aquilonaris és una espècie de peix pertanyent a la família dels polinèmids.
Es troba a Àsia: el llac Tonle Sap i els seus afluents i les conques dels rius Chao Phraya i Mekong.
És un peix d'aigua dolça i salabrosa, demersal i de clima tropical, el qual viu en fons sorrencs o fangosos.
Menja crustacis petits, peixets i organismes bentònics.
És inofensiu per als humans, exportat al Japó com a peix ornamental i apreciat com a aliment a la seua àrea de distribució. Pot arribar a fer 15,8 cm de llargària màxima. Té 9 espines i 15-19 radis tous a l'aleta dorsal i 3 espines i 11-13 radis tous a l'anal, 25 vèrtebres i 7 filaments pectorals.